# Piotr Hojka
Piotr Hojka, né le 12 juin 1984 à Bydgoszcz, est un rameur polonais multiple champion d'Europe, en huit barré.

## Palmarès

### Jeux olympiques
- 2008, participation
- 2012, participation

### Championnats d'Europe
- 2007, à Poznań (Pologne), , Médaille d'argent en deux de pointe
- 2009, à Brest (Biélorussie), , Médaille d'or en huit barré
- 2010, à Montemor-o-Velho (Portugal), , Médaille d'argent en huit barré
- 2011, à Plovdiv (Bulgarie), , Médaille d'or en huit barré
- 2012, à Varèse (Italie), , Médaille d'or en huit barré
- 2013, à Séville (Espagne), , Médaille d'argent en huit barré